# Thập niên 110
Thập niên 110 hay thập kỷ 110 chỉ đến những năm từ 110 đến 119.